# Liste der Gebietsänderungen in der Provinz Westflandern
Die Liste der Gebietsänderungen in der Provinz Westflandern enthält wichtige Änderungen der Gemeindegebiete in der belgischen Provinz Westflandern in der Zeit vom 4. Oktober 1830 bis heute. Dazu zählen unter anderem Zusammenschlüsse und Trennungen von Gemeinden, Eingliederungen von Gemeinden in eine andere, Änderungen des Gemeindenamens und größere Umgliederungen von Teilen einer Gemeinde in eine andere. Kleinere Änderungen werden nicht berücksichtigt.

## Legende
- Datum: juristisches Wirkungsdatum der Gebietsänderung
- Gemeinde vor der Änderung: Gemeinde vor der Gebietsänderung
- Maßnahme: Art der Änderung
- Gemeinde nach der Änderung: Gemeinde nach der Gebietsänderung

Die Sortierung erfolgt chronologisch nach dem Datum und nach der aufnehmenden oder neu gebildeten Gemeinde. Heute noch bestehende Gemeinden sind farbig unterlegt. Die Gemeinden, die die Provinz Westflandern verließen, sind rot unterlegt.

## Gebietsänderungen
| Datum      | Gemeinde vor der Änderung                                                   | Maßnahme        | Gemeinde nach der Änderung                                   |
| ---------- | --------------------------------------------------------------------------- | --------------- | ------------------------------------------------------------ |
| 01.01.1857 | Haringe Roesbrugge                                                          | Zusammenschluss | Roesbrugge-Haringe                                           |
| 01.01.1862 | Tielt, Schuiferskapelle                                                     | Neubildung      | Schuiferskapelle                                             |
| 01.01.1899 | Sint-Pieters-op-de-Dijk                                                     | Eingliederung   | Brugge                                                       |
| 17.12.1919 | Wingene, Hertsberge                                                         | Neubildung      | Hertsberge                                                   |
| 08.02.1920 | Torhout, Gebietsteile Zedelgem, Gebietsteile                                | Neubildung      | Veldegem                                                     |
| 11.04.1928 | Klerken, Houthulst                                                          | Neubildung      | Houthulst                                                    |
| 01.09.1963 | Komen, Kruiseke                                                             | Umgliederung    | Wervik                                                       |
| 01.09.1963 | Neerwaasten                                                                 | Umgliederung    | Bas-Warneton, Provinz Hainaut (Namensänderung < Neerwaasten) |
| 01.09.1963 | Komen                                                                       | Umgliederung    | Comines, Provinz Hainaut (Namensänderung < Komen)            |
| 01.09.1963 | Dottenijs                                                                   | Umgliederung    | Dottignies, Provinz Hainaut (Namensänderung < Dottenijs)     |
| 01.09.1963 | Herzeeuw                                                                    | Umgliederung    | Herseaux, Provinz Hainaut (Namensänderung < Herzeeuw)        |
| 01.09.1963 | Houtem                                                                      | Umgliederung    | Houthem, Provinz Hainaut (Namensänderung < Houtem)           |
| 01.09.1963 | Luingne                                                                     | Umgliederung    | Luingne, Provinz Hainaut                                     |
| 01.09.1963 | Moeskroen                                                                   | Umgliederung    | Mouscron, Provinz Hainaut (Namensänderung < Moeskroen)       |
| 01.09.1963 | Rekkem, Risquons-Tout                                                       | Umgliederung    | Mouscron, Provinz Hainaut                                    |
| 01.09.1963 | Ploegsteert                                                                 | Umgliederung    | Ploegsteert, Provinz Hainaut                                 |
| 01.09.1963 | Nieuwkerke, Clef d’Hollande                                                 | Umgliederung    | Ploegsteert, Provinz Hainaut                                 |
| 01.09.1963 | Waasten                                                                     | Umgliederung    | Warneton, Provinz Hainaut (Namensänderung < Waasten)         |
| 01.01.1965 | Esen Kaaskerke                                                              | Eingliederung   | Diksmuide                                                    |
| 01.01.1965 | Emelgem                                                                     | Eingliederung   | Izegem                                                       |
| 25.01.1965 | Beveren [Roeselare]                                                         | Eingliederung   | Roeselare                                                    |
| 01.01.1971 | Hoogstade Oeren Sint-Rijkers                                                | Eingliederung   | Alveringem                                                   |
| 01.01.1971 | Vinkem Wulveringem                                                          | Zusammenschluss | Beauvoorde                                                   |
| 01.01.1971 | Keiem                                                                       | Eingliederung   | Beerst                                                       |
| 01.01.1971 | Uitkerke                                                                    | Eingliederung   | Blankenberge                                                 |
| 01.01.1971 | Zuidschote                                                                  | Eingliederung   | Boezinge                                                     |
| 01.01.1971 | Assebroek Dudzele Koolkerke Lissewege Sint-Andries Sint-Kruis Sint-Michiels | Eingliederung   | Brugge                                                       |
| 01.01.1971 | Nieuwkapelle Oudekapelle Sint-Jacobs-Kapelle                                | Zusammenschluss | Driekapellen                                                 |
| 01.01.1971 | Zandvoorde [Zonnebeke]                                                      | Eingliederung   | Geluveld                                                     |
| 01.01.1971 | Moere Zevekote                                                              | Eingliederung   | Gistel                                                       |
| 01.01.1971 | Brielen Sint-Jan                                                            | Eingliederung   | Ieper                                                        |
| 01.01.1971 | Bovekerke Zande                                                             | Eingliederung   | Koekelare                                                    |
| 01.01.1971 | Pollinkhove                                                                 | Eingliederung   | Lo                                                           |
| 01.01.1971 | Hoeke Lapscheure                                                            | Eingliederung   | Moerkerke                                                    |
| 01.01.1971 | Ramskapelle [Nieuwpoort] Sint-Joris [Nieuwpoort]                            | Eingliederung   | Nieuwpoort                                                   |
| 01.01.1971 | Wulpen                                                                      | Eingliederung   | Oostduinkerke                                                |
| 01.01.1971 | Stene Zandvoorde [Oostende]                                                 | Eingliederung   | Oostende                                                     |
| 01.01.1971 | Lampernisse Oostkerke [Diksmuide] Stuivekenskerke                           | Eingliederung   | Pervijze                                                     |
| 01.01.1971 | Krombeke                                                                    | Eingliederung   | Proven                                                       |
| 01.01.1971 | Noordschote                                                                 | Eingliederung   | Reninge                                                      |
| 01.01.1971 | Mannekensvere Schore Sint-Pieters-Kapelle Slijpe                            | Eingliederung   | Spermalie                                                    |
| 01.01.1971 | Beveren [Alveringem]                                                        | Eingliederung   | Stavele                                                      |
| 01.01.1971 | Lombardsijde                                                                | Eingliederung   | Westende                                                     |
| 01.01.1971 | Werken Zarren                                                               | Zusammenschluss | Zarren-Werken                                                |
| 01.01.1971 | Hollebeke Voormezele                                                        | Eingliederung   | Zillebeke                                                    |
| 14.01.1971 | De Moeren                                                                   | Eingliederung   | Houtem                                                       |
| 25.01.1971 | Gijzelbrechtegem                                                            | Eingliederung   | Anzegem                                                      |
| 28.01.1971 | Bikschote                                                                   | Eingliederung   | Langemark                                                    |
| 16.02.1971 | Gijverinkhove Izenberge                                                     | Eingliederung   | Leisele                                                      |
| 19.03.1971 | Heist Knokke Ramskapelle [Knokke-Heist] Westkapelle                         | Zusammenschluss | Knokke-Heist                                                 |
| 17.04.1971 | Avekapelle Booitshoeke Bulskamp Eggewaartskapelle Steenkerke Zoutenaaie     | Eingliederung   | Veurne                                                       |
| 01.01.1977 | Leisele Stavele                                                             | Eingliederung   | Alveringem                                                   |
| 01.01.1977 | Ingooigem Kaster Tiegem, Vichte                                             | Eingliederung   | Anzegem                                                      |
| 01.01.1977 | Koolskamp                                                                   | Eingliederung   | Ardooie                                                      |
| 01.01.1977 | Bossuit Kerkhove Outrijve Waarmaarde                                        | Eingliederung   | Avelgem                                                      |
| 01.01.1977 | Oedelem Sint-Joris [Beernem]                                                | Eingliederung   | Beernem                                                      |
| 01.01.1977 | Moerkerke Oostkerke Sijsele                                                 | Eingliederung   | Damme                                                        |
| 01.01.1977 | Klemskerke Vlissegem Wenduine                                               | Zusammenschluss | De Haan                                                      |
| 01.01.1977 | Markegem Oeselgem Wakken                                                    | Eingliederung   | Dentergem                                                    |
| 01.01.1977 | Adinkerke                                                                   | Eingliederung   | De Panne                                                     |
| 01.01.1977 | Snaaskerke                                                                  | Eingliederung   | Gistel                                                       |
| 01.01.1977 | Bavikhove Hulste                                                            | Eingliederung   | Harelbeke                                                    |
| 01.01.1977 | Dranouter Kemmel Loker Nieuwkerke Westouter Wijtschate Wulvergem            | Zusammenschluss | Heuvelland                                                   |
| 01.01.1977 | Bekegem Eernegem                                                            | Eingliederung   | Ichtegem                                                     |
| 01.01.1977 | Boezinge Dikkebus Elverdinge Vlamertinge Zillebeke                          | Eingliederung   | Ieper                                                        |
| 01.01.1977 | Kachtem                                                                     | Eingliederung   | Izegem                                                       |
| 01.01.1977 | Snellegem Stalhille Varsenare Zerkegem                                      | Eingliederung   | Jabbeke                                                      |
| 01.01.1977 | Handzame Zarren-Werken                                                      | Eingliederung   | Kortemark                                                    |
| 01.01.1977 | Aalbeke Bellegem Bissegem Heule Kooigem Marke Rollegem                      | Eingliederung   | Kortrijk                                                     |
| 01.01.1977 | Langemark Poelkapelle                                                       | Zusammenschluss | Langemark-Poelkapelle                                        |
| 01.01.1977 | Rollegem-Kapelle Sint-Eloois-Winkel                                         | Eingliederung   | Ledegem                                                      |
| 01.01.1977 | Lauwe Rekkem                                                                | Eingliederung   | Menen                                                        |
| 01.01.1977 | Leffinge Spermalie, Westende, Wilskerke                                     | Eingliederung   | Middelkerke                                                  |
| 01.01.1977 | Dadizele                                                                    | Eingliederung   | Moorslede                                                    |
| 01.01.1977 | Hertsberge Ruddervoorde Waardamme                                           | Eingliederung   | Oostkamp                                                     |
| 01.01.1977 | Ettelgem Roksem Westkerke                                                   | Eingliederung   | Oudenburg                                                    |
| 01.01.1977 | Egem                                                                        | Eingliederung   | Pittem                                                       |
| 01.01.1977 | Proven Reningelst Roesbrugge-Haringe Watou                                  | Eingliederung   | Poperinge                                                    |
| 01.01.1977 | Oekene Rumbeke                                                              | Eingliederung   | Roeselare                                                    |
| 01.01.1977 | Helkijn Spiere                                                              | Zusammenschluss | Spiere-Helkijn                                               |
| 01.01.1977 | Oostnieuwkerke Westrozebeke                                                 | Eingliederung   | Staden                                                       |
| 01.01.1977 | Aarsele Kanegem Schuiferskapelle                                            | Eingliederung   | Tielt                                                        |
| 01.01.1977 | Beauvoorde Houtem                                                           | Eingliederung   | Veurne                                                       |
| 01.01.1977 | Oostvleteren Westvleteren Woesten                                           | Zusammenschluss | Vleteren                                                     |
| 01.01.1977 | Geluwe                                                                      | Eingliederung   | Wervik                                                       |
| 01.01.1977 | Gullegem Moorsele                                                           | Eingliederung   | Wevelgem                                                     |
| 01.01.1977 | Ooigem Sint-Baafs-Vijve                                                     | Eingliederung   | Wielsbeke                                                    |
| 01.01.1977 | Zwevezele                                                                   | Eingliederung   | Wingene                                                      |
| 01.01.1977 | Aartrijke Loppem, Veldegem                                                  | Eingliederung   | Zedelgem                                                     |
| 01.01.1977 | Beselare Geluveld Passendale                                                | Eingliederung   | Zonnebeke                                                    |
| 01.01.1977 | Houtave Meetkerke Nieuwmunster                                              | Eingliederung   | Zuienkerke                                                   |
| 01.01.1977 | Heestert Moen Otegem Sint-Denijs                                            | Eingliederung   | Zwevegem                                                     |
| 23.02.1977 | Lo Reninge                                                                  | Zusammenschluss | Lo-Reninge                                                   |
| 10.03.1977 | Gits                                                                        | Eingliederung   | Hooglede                                                     |
| 01.04.1977 | Beveren [Waregem] Desselgem Sint-Eloois-Vijve                               | Eingliederung   | Waregem                                                      |
| 27.04.1977 | Beerst Driekapellen Leke Pervijze Vladslo                                   | Eingliederung   | Diksmuide                                                    |
| 08.06.1977 | Woumen                                                                      | Eingliederung   | Diksmuide                                                    |
| 08.06.1977 | Klerken Merkem                                                              | Eingliederung   | Houthulst                                                    |
| 30.09.1977 | Oostduinkerke                                                               | Eingliederung   | Koksijde                                                     |
| 01.01.2025 | Meulebeke                                                                   | Eingliederung   | Tielt                                                        |
| 01.01.2025 | Ruiselede                                                                   | Eingliederung   | Wingene                                                      |